# Ярославичі (Подпорозький район)
Ярославичі (рос. Ярославичи) — присілок у Подпорозькому районі Ленінградської області Російської Федерації.
Населення становить 180 осіб. Належить до муніципального утворення Вінницьке сільське поселення.

## Історія
Згідно із законом від 1 вересня 2004 року № 51-оз належить до муніципального утворення Вінницьке сільське поселення.

## Населення
| 2007 | 2010 |
| ---- | ---- |
| 253  | ↘180 |